# Mario Vitale
Mario Vitale (* 1. April 1923 in Salerno, Italien; † 25. Oktober 2003 ebenda) war ein italienischer Filmschauspieler.

## Leben und Karriere
Vitale war ursprünglich in seinem Heimatort als Fischer tätig, bis der Filmregisseur Roberto Rossellini ihn 1949 entdeckte und ihm die männliche Hauptrolle in dem Drama Stromboli übertrug. Anschließend erhielt er weitere Rollenangebote und wirkte u. a. in Ein Sonntag im August, Verzeih mir! und Insel der Sünde mit. Nach Il barcaiolo di Amalfi, in dem er ebenfalls die Hauptrolle spielte, zog er sich 1954 aus dem Filmgeschäft zurück.

## Filmografie
- 1950: Stromboli (Stromboli, terra di dio)
- 1950: Ein Sonntag im August (Domenica d'agosto)
- 1951: Serenata tragica (Guapparia)
- 1951: Destino
- 1952: Insel der Sünde (La peccatrice dell'isola)
- 1953: Il prezzo dell’onore
- 1953: Verzeih mir! (Perdonami!)
- 1954: Terra straniera
- 1954: Il barcaiolo di Amalfi